# هارولد الكسندر إبرامسن
هارولد الكسندر إبرامسن (بالإنجليزية: Harold Alexander Abramson)‏ هو طبيب نفسي أمريكي، ولد في 27 نوفمبر 1899، وتوفي في 1 سبتمبر 1980.